# ブラッド・オーチャード
ブラッド・オーチャード(Brad Orchard、不明 - 2015年8月27日)は、アメリカ合衆国の経営者、元声優、プロデューサー、脚本家。オーチャード・ビジネス・グループ社長兼CEO。

## 人物
グラナダ・ヒルズ・チャーター・ハイ・スクールを経てロサンゼルス・シティー・カレッジで放送を学ぶ。
1980年2月から1994年6月までラジオ局KVFGのゼネラルマネージャーを務めた後、同年7月から2000年までFoxファミリー・ワールドワイド（旧 - Foxキッズ・ワールドワイド）で脚本家、プロデューサーとして活動し、「パワーレンジャー」シリーズなどに関わる。
1997年5月にオーチャード・アドバタイジング（現 - オーチャード・ビジネス・グループ）の最高経営責任者に就任。2007年7月から非営利団体インターナショナル・コオペレーション・ミニストリーズのディレクター・ オブ・パートナーシップ（アジア&ヨーロッパ）を務めた後、2014年1月にオーチャード・ビジネス・グループに社長兼CEOとして復帰。
2015年8月25日に自宅で倒れているのを妻に発見され、36時間後に死去。

## 出演作品

### テレビアニメ
1999年
- 異次元の世界エルハザード
- カウボーイビバップ
- デジモンアドベンチャー（ナニモン）
- 北斗の拳（牙一族A 他）

2000年
- トライガン

### 特撮
1994年
- バーチャル戦士トゥルーパーズ（スパイダーボットの声、スライス・ソードボットの声（2代目））
- パワーレンジャー（キングトロフィーの声、チューブモンスターの声）※ノンクレジット

1995年
- バーチャル戦士トゥルーパーズ（ダイス・ソードボットの声（3代目））
- パワーレンジャー（センチバックの声、レイヴネーターの声）※ノンクレジット

1996年
- バーチャル戦士トゥルーパーズ（バズーカボットの声）
- マイティ・モーフィン・エイリアンレンジャー（ハイドロ・ホグの声）※ノンクレジット
- パワーレンジャー・ジオ（メイス・フェイスの声、ステンチー・モンスターの声）※ノンクレジット
- マスクド・ライダー（リキセクトの声、ボルダー・ビートルの声）

1997年
- パワーレンジャー・ターボ・映画版・誕生!ターボパワー（リングアナウンサーの声）
- ビッグ・バッド・ビートルボーグ（フロシャスの声）
  - ビートルボーグ・メタリックス（トーチ・マウスの声）

1998年
- パワーレンジャー・イン・スペース（ホラーブル1の声、ホラーブル2の声、フクロウモンスターの声）※ノンクレジット

### 映画
2000年
- シャフト（その他の声）

## 参加作品
1995年
- バーチャル戦士トゥルーパーズ（プロダクション・アソシエイト）※第53話から
- パワーレンジャー（プロダクション・アソシエイト）※第107話から
- マイティ・モーフィン・パワーレンジャー・ロード・ゼッド・モンスター・ヘッド（プロデューサー、脚本）
- マスクド・ライダー（プロダクション・アソシエイト）

1996年
- ビッグ・バッド・ビートルボーグ（プロダクション・アソシエイト）

1997年
- ビートルボーグ・メタリックス（プロダクション・アソシエイト、ADR台本）

1998年
- ミスティック・ナイツ・オブ・ティル・ナ・ノーグ（ラインプロデューサー）